# Soekarno
Soekarno of Sukarno, geboren als Koesno Sosrodihardjo (Surabaya, 6 juni 1901 – Jakarta, 21 juni 1970) was een Indonesische politicus en staatsman. Hij was een belangrijke leider tijdens de Indonesische Onafhankelijkheidsoorlog en werd later de eerste president van Indonesië.
In Indonesië werd hij meestal Bung Karno genoemd (vaak samen met Mohammed Hatta, die Bung Hatta genoemd werd; Bung is een eretitel zoals "Vader des vaderlands", het betekent "Vader van de Indonesiërs" en volgt daarmee een oude Javaanse traditie).

## Vroeg leven
Soekarno's vader, Raden Soekemi Sosrodihardjo, een Javaan, was onderwijzer op een lagere school voor inlanders. Zijn moeder, Ida Ayu Nyoman Rai, was Balinees.

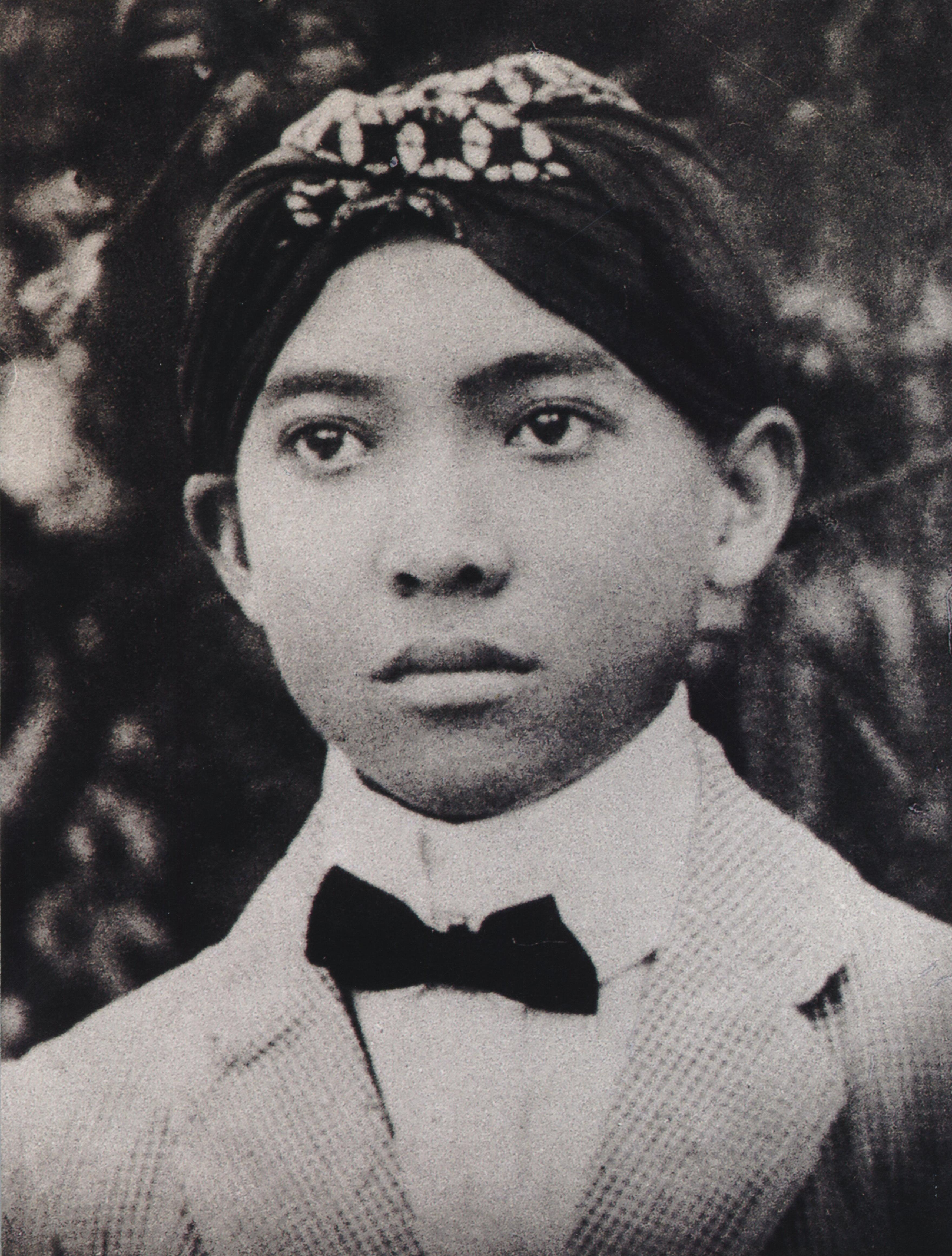
De jonge Soekarno in zijn HBS-tijd (1916)

Soekarno ging in het toenmalige Nederlands-Indië eerst naar een school voor inlanders, de Sekolah Dasar Jawa (Javaanse lagere school), maar stapte over naar de Europeesche Lagere School waar het onderwijs in de Nederlandse taal werd gegeven. Daarna volgde hij tot 1919 de hogereburgerschool in Surabaya. Nadat hij geslaagd was, ging hij naar Bandung waar hij aan de Technische Hoogeschool studeerde. In 1925 studeerde hij bij professor Wolff Schoemaker af als civieltechnisch ingenieur. Hierna was hij korte tijd werkzaam als architect te Bandung.

## Politieke activiteiten
In maart 1927 richtte hij samen met Tjipto Mangun Kusomo, Iskaq Tjokroadisurjo, Budiarto en Sunarjo, de Algemene Studieclub, ook wel de Bandung Studieclub genoemd,  op. Hieruit ontstond een paar maanden later de Partai Nasional Indonesia, de Indonesische Nationalistische Partij (PNI). In de jaren twintig en dertig sloot Soekarno zich aan bij het verzet tegen de Nederlandse kolonisator; hierin ging hij een steeds prominentere rol spelen. In 1930 werd hij tot vier jaar gevangenisstraf in Bandung veroordeeld wegens zijn activiteiten voor de PNI, die volgens de koloniale autoriteiten streefde naar de beëindiging van "de wettige staatsvorm van Nederland-Indië".  In de periode 1934-1942 werd hij eerst verbannen naar Flores en later naar Sumatra. In 1942 werd hij door de Japanners bevrijd.
Soekarno was nationalist en streefde naar onafhankelijkheid van Nederlands-Indië in de vorm van de republiek Indonesië met Jakarta als bestuurlijk centrum. Om die reden werkte hij in de Tweede Wereldoorlog samen met de Japanners om zo na de Japanse bezetting de macht te kunnen overnemen. Door de inlanders werd de inval van Japan in 1942 aanvankelijk als bevrijding van de Nederlandse koloniale overheersing gezien. De Japanse autoriteiten sloten veel Nederlanders op in interneringskampen. Indonesische mannen werden als dwangarbeider ingezet. Vele tienduizenden Javanen werden als dwangarbeiders (romusha) gebruikt in door Japan bezette landen in Zuidoost Azië. Het merendeel overleefde de harde dwangarbeid niet. Slechts een klein deel overleefde en kon naar Java terugkeren na de oorlog.
Soekarno en Hatta werkten voor de Japanse organisaties in Nederlands-Indië. In Nederland werd dit negatief uitgelegd. Voor Nederland stond een terugkeer naar de kolonie Nederlands-Indië voorop. De Japanse bezetting vanaf 1942 zou de macht van de Nederlanders voorgoed ongedaan maken. Soekarno werd het symbool van de nieuwe staat Indonesië. Hij speelde een belangrijke rol in de organisatie van de ongebonden landen, dit waren de voormalige westerse koloniën in Afrika en Azië die in de Koude Oorlog niet tot het westerse kamp en niet tot het communistische machtsblok wilden behoren. Symbool hiervan werd de conferentie van ongebonden landen in Bandung in 1955.
Aan het einde van de Japanse bezetting was Soekarno lid van het Onderzoekscomité ter voorbereiding op de Indonesische onafhankelijkheid (BPUPK), waar hij op 1 juni 1945 zijn beroemde toespraak "de geboorte van de Pancasila" hield, waarin hij de vijf ideologische principes als grondslag van de Indonesische staat introduceerde. Op 7 augustus 1945, de dag na de atoombom op Hiroshima, werd de BPUPK opgeheven en vervangen door het Voorbereidend Comité voor de Indonesische Onafhankelijkheid (PPKI). Soekarno werd voorzitter van dit comité.

## Onafhankelijkheidsverklaring

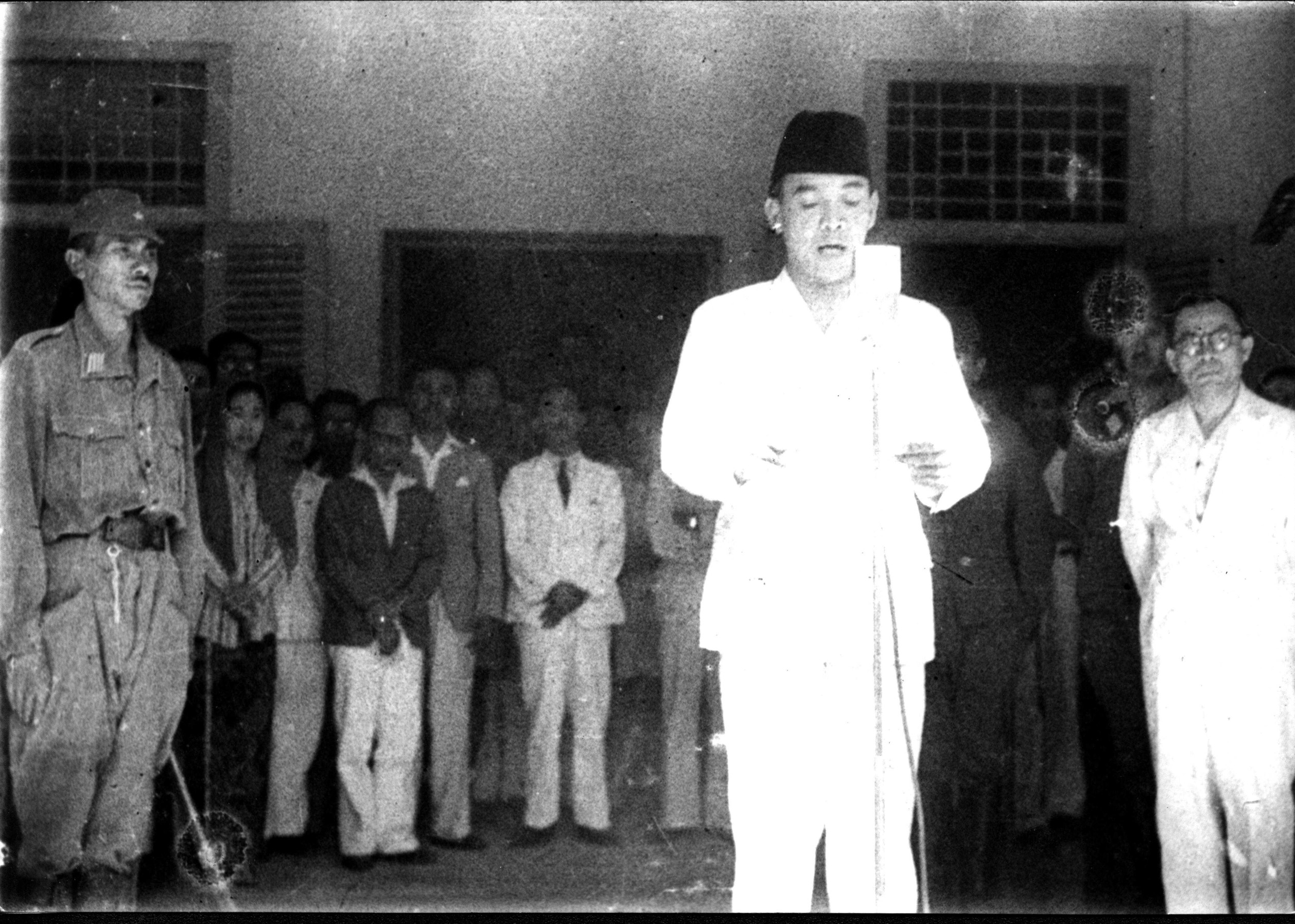
Soekarno roept de onafhankelijke staat Indonesië uit, op 17 augustus 1945. Aan zijn linkerkant staat Mohammed Hatta.

Omdat de pemoeda's direct na de Japanse capitulatie de onafhankelijkheid eisten, ontvoerden zij Soekarno en Mohammed Hatta uit hun woningen en zetten hen op 16 augustus onder druk tot het opstellen van de tekst voor de onafhankelijkheidsverklaring. Dat gebeurde in het huis van de Japanse admiraal Tadashi Maeda in Jakarta. De onafhankelijkheidsverklaring Proklamasi Kemerdekaan Indonesia, werd op dag 17, maand 8, jaar 05 volgens de nog geldende Japanse jaartelling in het jaar 2605 (17 augustus 1945) getekend, waardoor zij de onafhankelijke staat Indonesië uitriepen op nog steeds onder Nederlands gezag staand grondgebied. 
In 1945 werd hij de eerste, zelfbenoemde, president van het nog onafhankelijk te worden Indonesië; Soekarno voerde een sterke politiek om de vele volkeren in Indonesië samen te binden. Hij ontwikkelde een nieuwe staatsideologie: de Pancasila. Naar het idee van een moderne veelvolkerenstaat probeerde Soekarno het nieuwe eilandenrijk om te vormen tot een centraal geleide staat met Jakarta als politiek en bestuurlijk centrum. In de Pancasila werd de scheiding tussen kerk (de islam) en staat (het bestuur) geregeld. Soekarno was een duidelijk voorstander van een seculiere staat waarin de islam niet de boventoon zou voeren. In Indonesië vond er een felle discussie plaats over de rol van de islam in het nieuwe Indonesië, met name in Atjeh, West-Java en Zuid-Celebes ontstonden islamitische groeperingen die tegen de godsdienstige neutraliteit gewapend strijd leverden.
De Nederlandse regering wilde nog steeds de kolonie behouden. Er werd getracht door een door de regering ingestelde Commissie-Generaal, onder leiding van oud-PvdA-premier Schermerhorn, met de Indonesische leiders te gaan onderhandelen. Dat mondde uit in het Akkoord van Linggadjati, dat in maart 1947 werd ondertekend, waarbij overeengekomen werd, dat het voorstel van gouverneur-generaal H.J. van Mook - om te komen tot een Unie van Nederland en de Federatieve staat Indonesië (waarvan de Republiek Indonesië dan een deel zou zijn) - werd aangenomen. In een motie-Romme/Van der Goes van Naters werd vastgelegd dat Nederland echter het meeste gewicht in de schaal zou leggen. Dit leidde bij de Indonesische leiders tot woede, waarbij zij stelden onafhankelijk van Nederland te willen zijn. Er braken niet alleen schermutselingen uit, maar dit ontaardde in een guerrillaoorlog, waardoor de regering in 1947 besloot tot militair ingrijpen met de eerste zogenaamde politionele actie om de veiligheid van de Nederlandse burgers en het beheer over het Nederlands grondgebied te kunnen garanderen.
Tijdens de tweede politionele actie in december 1948 werd Soekarno gevangengenomen door Nederlandse militairen, maar na de wapenstilstand weer vrijgelaten.

## Vorming van Indonesië
In 1949 vond ten gevolge van zware internationale politieke druk op het Nederlands regeringsbeleid aangaande Nederlands-Indië, de soevereiniteitsoverdracht van Nederland naar Indonesië in aanwezigheid van koningin Juliana en vice-president Hatta van Indonesië op 27 december 1949 in het Paleis op de Dam in Amsterdam plaats, waardoor de onafhankelijkheid van Indonesië uiteindelijk vaste vorm kreeg.
Vanaf 1958 kwam Indonesië in dictatoriaal vaarwater, en een regeringsvorm die bekendstaat als geleide democratie. De oppositiepartijen Masjoemi (islamitisch) en PSI (sociaaldemocratisch) werden uit het parlement gezet. In 1959 nam Soekarno zelf het premierschap over: hij was tegelijkertijd president en minister-president vanaf het kabinet Kerja I. In 1963 liet Soekarno zich tot president voor het leven benoemen.
Met buurland Maleisië, dat hij ervan beschuldigde de islamitische krachten in zijn land te steunen, kwam het bijna tot een oorlog. Deze campagne werd door Soekarno "de Konfrontasi" genoemd. Mede door gebrek aan steun bij de westerse landen verloor Indonesië het conflict met Maleisië dat door Engeland, Australië en de Verenigde Staten werd gesteund.
In 1965 trad Indonesië uit de Verenigde Naties.

## Staatsgreep
Op 2 oktober 1965 vond in Jakarta de Untung-putsch plaats (in Indonesië vaak G-30-S of G-30-S/PKI genoemd, van Gerakan 30 (tiga puluh) September, de "30 septemberbeweging"). Luitenant-kolonel Untung was de bataljonscommandant van de paleiswacht. Een door hem geleide groep officieren ageerde tegen de corrupte legertop. De legerleiding, bestaande uit de Raad van Generaals, bepaalde verregaand het economische leven en maakte zich schuldig aan corruptie en een weelderige levensstijl. Bij de putsch werden zes generaals, onder wie generaal Yani ontvoerd en vermoord.
Deze kleine groep zich achtergesteld voelende officieren van de Centraal-Javaanse Diponogorodivisie, de luchtmacht en de paleisgarde keerde zich tegen de militaire top. Er was in deze fase slechts sprake van een interne machtsstrijd en afrekening binnen het leger. Men liet de commandant van de strategische reserve, Soeharto, ongemoeid. De moord op de zes generaals was een zeer grote fout. De Indonesische Communistische Partij Partai Komunis Indonesia (PKI) was geen partij in deze staatsgreep, maar was wel op de hoogte van de coup. Ze had geen reden zich tegen de legertop te keren. De PKI stelde zich dus neutraal op, ook om geen verdenking op zich te laden.
De Untung-putsch was voor de legerleiding een kans om de macht te grijpen en met haar oude vijanden, de communisten van de PKI, af te rekenen. Het politieke spel kende echter nog een derde partij die lang verzwegen is. Marshall Green, ambassadeur van de Verenigde Staten in Indonesië, speelde hierbij een belangrijke en zeer omstreden rol. De VS wilden onder president Johnson Indonesië in de Koude Oorlog als grondstoffenleverancier en bondgenoot in Zuidoost-Azië behouden. De Verenigde Staten wilden een niet-communistisch tegenwicht in deze regio. De toen al jaren voortdurende Vietnamoorlog speelde hierbij een belangrijke rol. De Verenigde Staten wilden vooral voorkomen dat in Indonesië hetzelfde zou gebeuren als in Vietnam. Zo raakte de CIA direct betrokken bij de staatsgreep van Soeharto. Minister van defensie Robert McNamara vond de situatie in Indonesië van meer belang dan de strijd in Vietnam. De Verenigde Staten hadden grotere economische belangen in Indonesië.
In het halfjaar na de Untung-putsch voltrok zich in Indonesië een massaslachting die in geen enkele verhouding stond tot de moord op zes generaals. Naar schatting 500.000 tot 1.000.000 Indonesiërs hebben bij deze onderlinge afrekeningen het leven verloren. Vooral op Bali en Centraal- en Oost-Java vielen zeer veel slachtoffers. Deze massaslachting is lange tijd verzwegen in en buiten Indonesië. Door opening van de CIA-archieven is er meer bekend over de omstreden rol van de Amerikanen bij het aan de macht komen van Soeharto.
In het voorjaar van 1966 moest Soekarno de macht overdragen aan generaal Soeharto via de Supersemar, en in 1967 raakte hij ook formeel alle macht kwijt. Hij werd onder huisarrest geplaatst tot hij in 1970 op 69-jarige leeftijd overleed.
In 2012 werd hij geëerd met de titel Nationale held van Indonesië.

## Persoonlijk

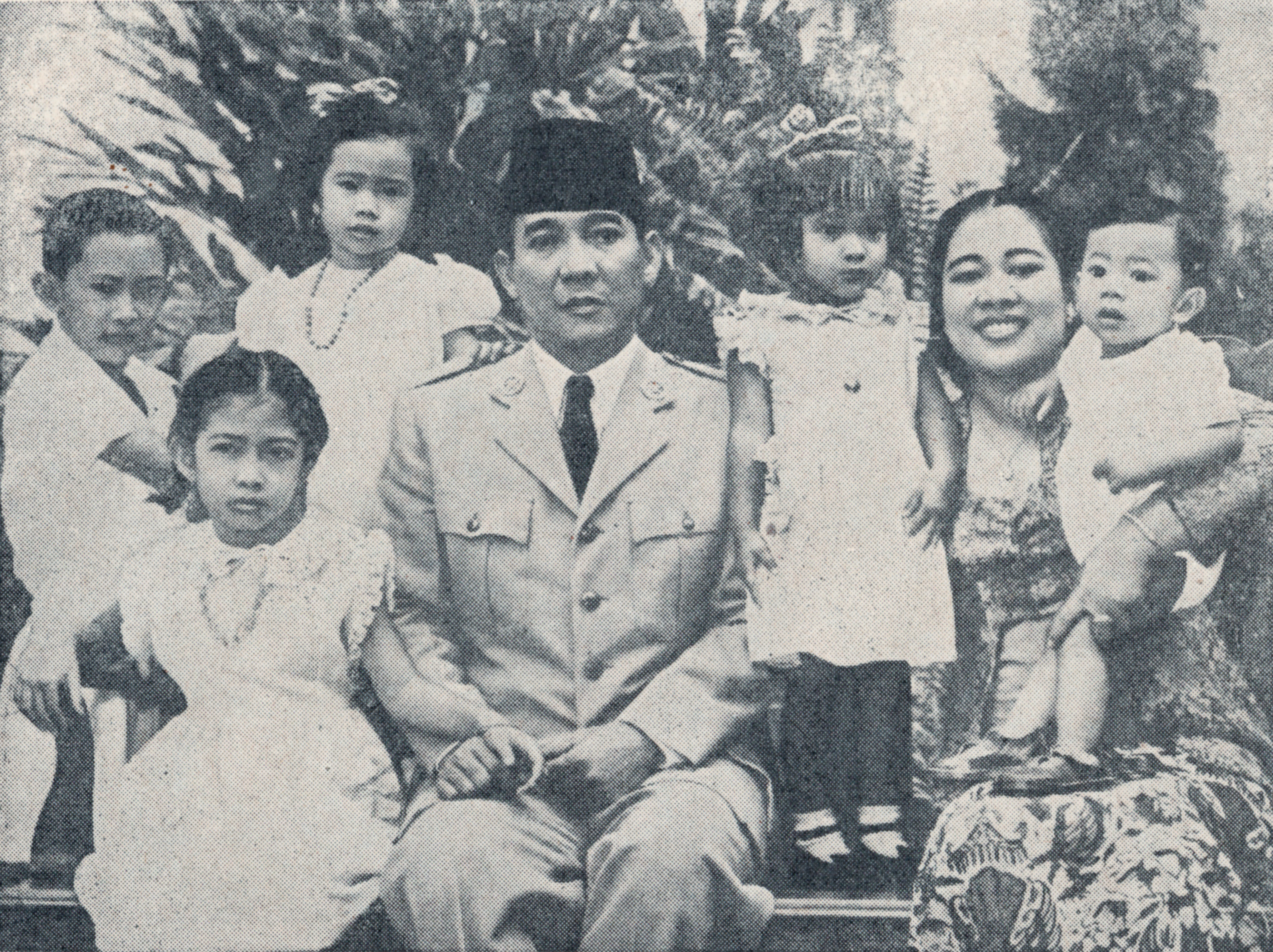
Sukarno met Fatmawati en vijf van hun kinderen. Vanaf het midden met de klok mee: Sukarno, Sukmawati, Fatmawati, Guruh, Megawati, Guntur, Rachmawati

Sukarno was negen maal gehuwd. Hij trouwde in 1921 met Siti Oetari en scheidde van haar in 1923 om te trouwen met Inggit Garnasih, van wie hij in 1943 scheidde om met Fatmawati (1923-1980) te trouwen, met wie hij vijf dochters kreeg, onder wie Megawati Soekarnoputri, die de vijfde (en de eerste vrouwelijke) president van Indonesië zou worden.
Soekarno trouwde vervolgens met Hartini in 1954, waarna hij en Fatmawati uit elkaar gingen zonder te scheiden.
In 1959 werd hij tijdens een staatsbezoek aan Japan voorgesteld aan de toen 19-jarige Japanse gastvrouw Naoko Nemoto, (Tokyo, 6 februari 1940) met wie hij in 1962 trouwde. Naoko Nemoto bekeerde zich tot de islam en kreeg als nieuwe naam Ratna Dewi Sukarno. Zij kregen één dochter, Kartika (11 maart 1967).
Soekarno trouwde ook met vier andere echtgenoten: Haryati (1963-1966); Kartini Manoppo (1959-1968); Yurike Sanger (1964-1968); Heldy Djafar (1966-1969).

## Pleidooien voor vernoeming in Nederland
De Nederlandse historica en auteur Anne-Lot Hoek, betrokken bij het officiële Nederlandse dekolonisatieonderzoek, stelde in een publicatie op eigen titel in NRC Handelsblad, in augustus 2019 dat het van ‘pijnlijk onbegrip’ getuigde dat er in Nederland nog geen straat of plek naar Soekarno was vernoemd om zo ook de Indonesische onafhankelijkheid te gedenken, die in augustus 1945 door Soekarno en Hatta was uitgeroepen. In januari 2020, kort nadat het op 27 december 2019 70 jaar geleden was dat Nederland de soevereiniteit over Nederlands-Indië overdroeg aan Indonesië, werden door publicist en journalist John Jansen van Galen daartegen bezwaren geopperd, wegens de samenwerking met de Japanse bezetters tijdens de Tweede Wereldoorlog.
Op 15 augustus 2022 werd in NRC Handelsblad in navolging van Anne-Lot Hoek opnieuw een oproep gedaan voor een Soekarnostraat, ditmaal door schrijvers Adriaan van Dis, 
Nelleke Noordervliet. De historici Harry Poeze en
Henk Schulte Nordholt, alsmede letterkundige Kees Snoek..

## Publicaties
- Indonesië klaagt aan! Pleitrede voor den landraad te Bandoeng op 2 december 1930, 1e druk 1931, De Arbeiderspers.
- Sarinah, kewadjiban wanita dalam perdjoangan Republik Indonesia (Sarinah, de verplichting van vrouwen in de strijd voor de Republiek Indonesië) 1e druk 1947, 2e druk, Jajasan Pembanunan, 1951.